# Ninox strenua
El nínox robusto (Ninox strenua) es una especie de ave estrigiforme de la familia Strigidae endémica del sureste y este de Australia. Es el más grande  de los  búhos de Australia. Se encuentra en regiones costeras, y la Gran Cordillera Divisoria raramente a más de 200 km de distancia desde la costa. 

## Descripción

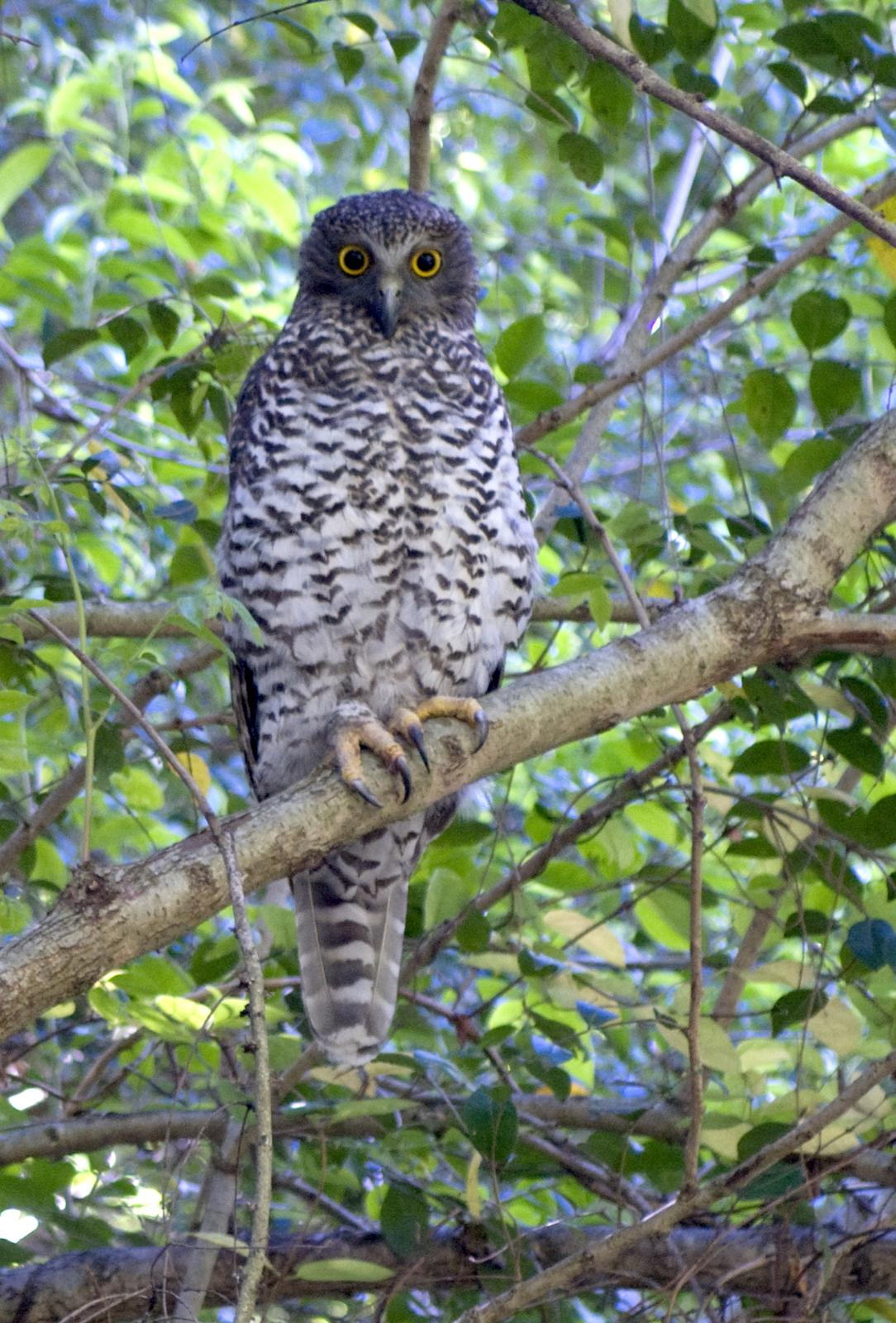
Nínox robusto - Sídney, Nueva Gales del Sur, Australia.

El nínox robusto posee ojos amarillos, sus plumas son moteadas con un patrón en V de color gris-marrón y patas amarillo pálido. Poseen garras muy poderosas y desarrolladas. Este búho es la especie más grande del grupo de los "búhos halcones". Esta especie mide de 45 cm a 65 cm de largo y sus alas abiertas abarcan entre 112 a 135 cm. A diferencia de la mayoría de las especies de búho, el macho, que pesa unos 1.15 a 1.7 kg es levemente más grande que la hembra que pesa 1.05 a 1.6 kg. Algunos autores mencionan pesos de hasta 2.2 kg.

## Distribución
Su área de distribución abarca desde Eungella en el sur de Queensland hasta las tierras altas de Victoria y por el oeste hasta el Monte Burr en South Australia. Se lo encuentra en muchos sitios en Australia, principalmente zonas costeras de Nueva Gales del sur y Victoria.

## Hábitat
Su hábitat incluye bosques montañosos y costeros, barrancos, bosques abiertos en colinas, matorrales, plantaciones, parques rurales y urbanos y jardines.

## Reproducción
Por lo general se los encuentra en parejas que habitan un territorio de amplias dimensiones, anidan entre mayo a septiembre en huecos en troncos de árboles a unos 8 a 30 m de altura por sobre el suelo. Su nido lo construyen con residuos en descomposición y hojas secas. Sus huevos son ovales y de color blanco pálido. Ponen de uno a dos huevos y raras veces tres durante cada temporada de reproducción. 

## Alimentación

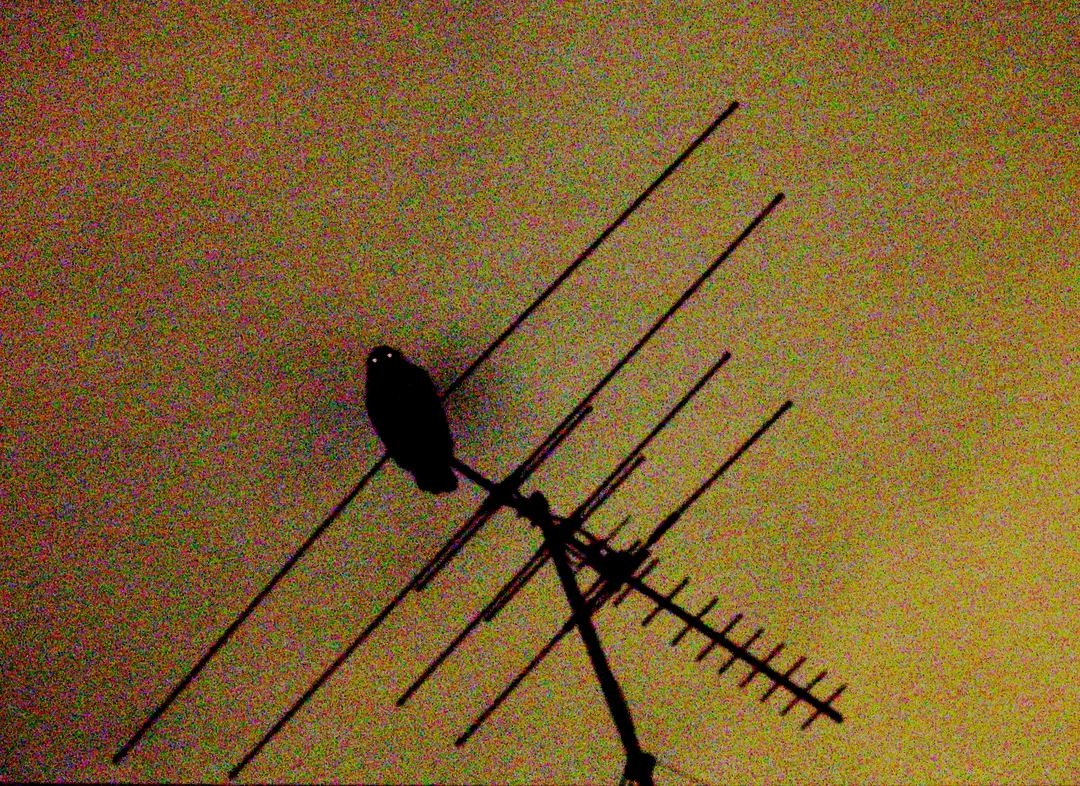
Nínox australiano sobre una antena de TV, Chatswood West, Australia.

El nínox robusto es un depredador nocturno de bosques y bosquecillos.  Su dieta se compone en gran medida de marsupiales arbóreos tales como el petauro gigante (Petauroides volans), pósums de cola anillada, pósums de cola prominente, koala, petauro del azúcar y pósum pigmeo acróbata, como también el murciélagos de cabeza gris (Pteropus poliocephalus). El petauro gigante y el pósum común de cola anillada (Pseudocheirus peregrinus) ocupan un lugar especialmente prominente en la dieta del ninox robusto en algunas regiones. También se alimentan de aves nocturnas tales como el Tawny Frogmouth y aves diurnas tales como cacatúas y loros, cucaburras, currawongs y melifágidos. Los insectos completan su dieta. La gran mayoría de sus presas es tomada de los árboles incluidas especies improbables como los ualabíes rupestres que a veces se refugian en los árboles.